# 赤芝峡

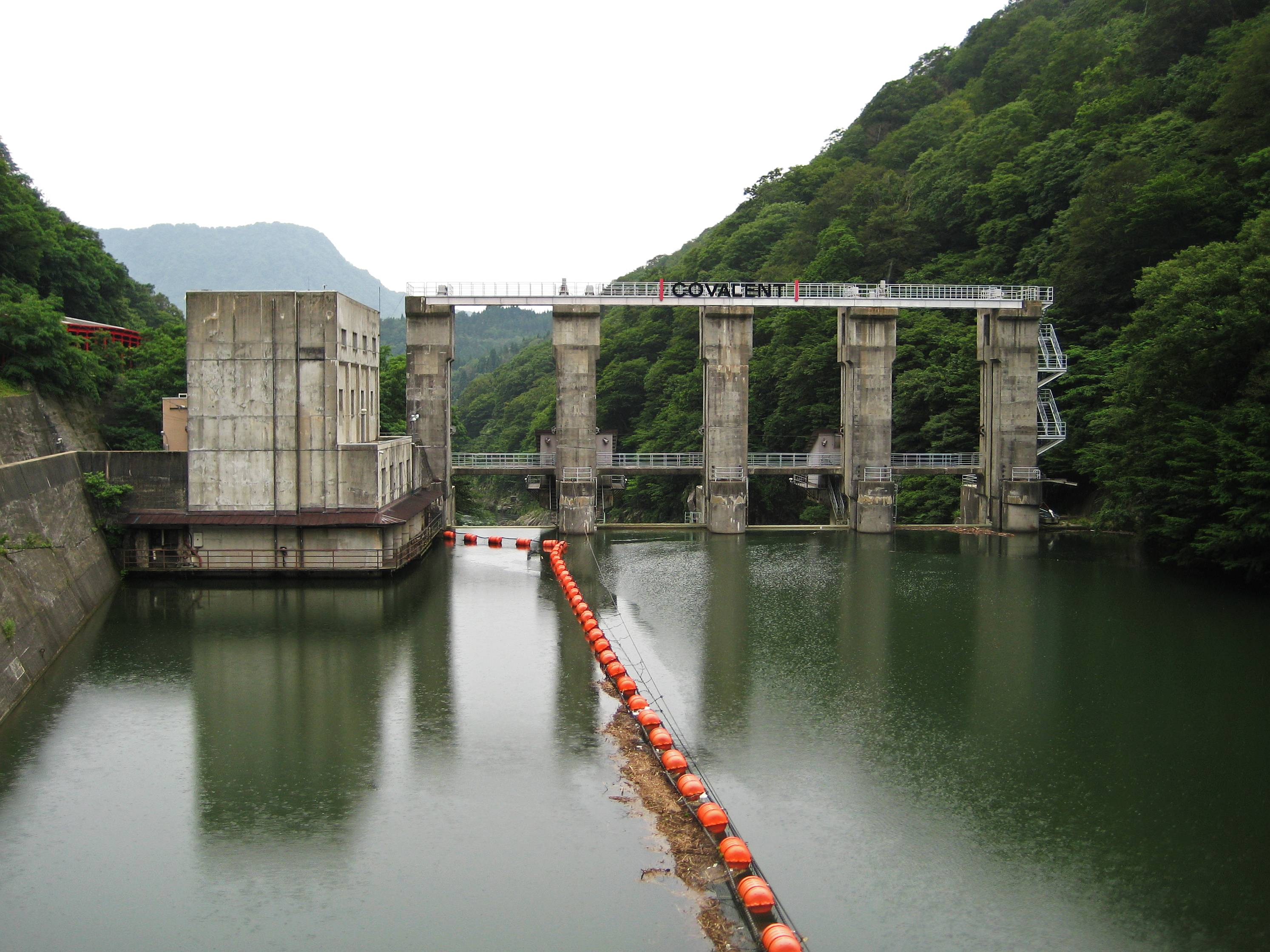
赤芝ダム湖

赤芝峡（あかしばきょう）は、山形県西置賜郡小国町にある景勝地。一帯はヤマモミジが自生し、紅葉の季節になると真っ赤に色づくので、｢日本の赤壁」などと呼ばれたことから赤芝峡と呼ばれるようになった。
峡谷のある荒川は朝日山地を縫うように走る急流で、至る所に頁岩、花崗岩が露出する。磐梯朝日国立公園の一部で、国道113号にも近いことから交通アクセスは至便であるが、観光化されていないのと、国立公園内にあるため、近くに宿泊施設はおろか、土産物屋や飲食店もほとんどなく、遊歩道が整備されているのみである。純粋に紅葉を楽しみたい人にはうってつけの名所と呼べるであろう。